# Грешка мерења
Грешка мерења се користи физици и техници се приликом мерења неке физичке величине.

## Употреба
Сваки резултат мерен директно мерним инструментом или индиректно, преко релације, мора се представити са одговарајућом грешком мерења. Грешка мерења нам говори са коликом поузданошћу и сигурношћу можемо представити резултат мерења. 
Тачност резултата је основни критеријум експеримента.

## Врсте грешака
Према пореклу грешке могу бити систематске, случајне или статистичке.

### Систематске грешке
Систематске грешке могу бити теоријске (грешка у формули, предвиђању), инструменталне (коначна тачност инструмената), бројчане (лоша вредност константи).

### Случајне грешке
Случајне грешке могу бити последица стабилности експеримента (утицаји средине на мерење), прецизност инструмента, инхерентна стохастичност појава (појава која се мери је нестална по својој природи).
Постоје апсолутна и релативна грешка.

### Апсолутна грешка
Апсолутна грешка може бити експлицитна и имплицитна.
Имплицитна грешка резултата једнака је половини вредности последњег цифарског места резултата.
Пример: {\displaystyle x=0,0123} овде се узима да је резултат око 0,0123 тако да није ни 0,0124 а ни 0,0122 већ смо сигурни да је мерена вредност од 0,01225 до 0,01235.
Експлицитна грешка ({\displaystyle \bigtriangleup x}) мерења се наводи са једном а у изузетним околностима са две значајне цифре у зависности колико смо сигурни у тачност мерења. Приликом заокруживања се грешка мајорира на већу вредност тако да остаје једна значајна цифра различита од нуле. У изузетним случајевима када је прва значајна цифра грешке {\displaystyle 1}, онда се апсолутна грешка може узети са две цифре.
Пример: {\displaystyle \bigtriangleup x=0,023\approx 0,03}, {\displaystyle \bigtriangleup x=0,048\approx 0,05}, {\displaystyle \bigtriangleup x=2,34\approx 3}, {\displaystyle \bigtriangleup x=34,74\approx 40}
Пример :{\displaystyle \bigtriangleup x=0,0123\approx 0,013}, {\displaystyle \bigtriangleup x=17,28\approx 18}
Пример резултата мерења са грешком: {\displaystyle x=0,01230\pm 0,00005}
За резултат који има n - сигурних цифара кажемо да има тачност реда {\displaystyle 10^{-n}} реда, што је једнако реду величине релативне грешке. Заокруживање резултата се обавља по правилима математичког заокруживања тако да је последња цифра која се заокружује на месту прве значајне цифре грешке.
Пример: {\displaystyle x=0,01230\pm 0,00005} резултат има 3 сигурне цифре које се разликују од нуле (123) па је тачност реда {\displaystyle 10^{-3}}, реда промила ‰.

### Релативна грешка
Релативна грешка се добија као количник апсолутне грешке мерења и резултата мерења:
{\displaystyle \delta x={\bigtriangleup x \over x}\cdot 100\%}
Пример: {\displaystyle \delta x={0,00005 \over 0,0123}\cdot 100\%=0,41\%}
Релативна грешка се заокружује на две значајне цифре.